# 祖海 (歌手)
祖海（そ かい、ズー・ハイ、1976年5月10日 - ）は、中華人民共和国の歌手。一時的軍属歌手であったが、のち退役。
政府から中国国家一級演員に認定されている。中華人民共和国文化部首届青連委員、中央国家機関青連委員、全国青連委員を歴任。中国音楽家協会会員、中国全国エイズ預防形象大使にも選ばれた。

## 略歴
1976年5月10日、安徽省蚌埠市で生まれた。
1991年、14歳で北京へ上京し中国音楽学院付属中学声楽学科へ入学し、金鉄霖に師事した。1994年に中国音楽学院に進学、本格的な民族声楽の勉強を始めた。卒業後、中国歌舞団（現中国東方歌舞団）に入団。1996年、全国新人歌手コンクールにて「全国十佳歌手」を当選。
2003年に中国人民解放軍総政治部歌舞団に入団。
2008年に退役、のち中国音楽学院に移籍。
2010年3月18日、ウイーン金色大庁にて『我家在中国』ソロコンサートを開催。
2013年12月29日、金鉄霖香港コンサート『影響世界 我的中国夢』に出演。

## 代表曲
- 好運来
- 愛在天地間
- 為了誰
- 和諧中国
- 幸福山歌
- 天竺少女
- 我家在中国
- 趕上好時候
- 歓楽海
- 依靠
- 美麗新天地

## ディスコグラフィ
- 有一種味道叫家郷
- 恩愛
- 中国海
- 夢・蝶変
- 殿堂情歌
- 美麗新天地
- 歓楽海
- 飄動的紅絲帯
- 天竺少女

## 主な賞歴
- 1998年、第八回「大紅鷹」青歌賽民族唱法銀賞

- 1999年、第五回「康佳杯」中国音楽電視大賽最佳新人賞

- 1999年、『為了誰』—中宣部「五个一工程」賞

- 2000年、『為了誰』—国家新聞出版広電総局「藍田杯」最佳演唱賞

- 2001年、『人民公僕』『如今的故事』—第一回「全国公益城市企業」歌曲大賽演唱特別大賞

- 2001年、第一回全国聴衆最喜愛的歌手「金号賞」最佳女歌手金賞

- 2002年、『今宵久久』—第六回「康佳杯」中国音楽電視大賽金賞

- 2002年、『天竺少女』—「音楽盛典」MTV金賞

- 2003年、『幸福山歌（MTV）』—「星光賞」第二位

- 2004年、『幸福山歌（MTV）』—第七回中国音楽電視大賽金賞

- 2004年、『好運来（MTV）』—第十八回「星光賞」第二位

- 2004年、『歓楽海』—「音楽盛典」CCTV、MTV年度内地最佳女性民歌歌手賞

- 2005年、『幸福山歌（MTV）』—第一回中国中央人民広播電台「中国民歌榜中榜」聴衆最喜愛的歌手、最受歡迎歌手賞

- 2005年、『好運来（MTV）』—年度金唱盤賞金賞

- 2006年、『歓楽海』—中国広播影視大賞広播電視節目賞

- 2006年、国家新聞出版広電総局中国広播文芸賞全国聴衆最喜愛的女歌手賞

- 2006年、『歓楽海』—第十九回電視文芸「星光賞」優秀原創歌曲節目賞

- 2007年、『好一个花鼓灯』—中宣部「五个一工程」賞

- 2007年、『和諧中国』—中国原創歌曲大賞

- 2008年、『捨不得你走還要走』—全軍抗震救災歌曲金賞

- 2008年、『為了誰』—全国抗震救災公益歌曲優秀作品賞

- 2014年、「中国夢」全国原創歌曲徴集活動評選最佳作品賞